# Маријано Морено
Маријано Морено (шп. Mariano Moreno; Буенос Ајрес, Аргентина, 28. септембар 1778 — 4. март 1811) је био аргентински правник, дипломата и писац, један од великана борбе за независност.
Такође је био и секретар прве народне патриотске хунте, војни министар, оснивач Народне библиотеке, првих званичних новина итд. Први је објавио Жана Жака Русоаа у Јужној Америци. Залагао се за уједињење провинција вицекраљевства Ла Плате и национализацију рудника сребра и злата. 
Умро је отрован на енглеском броду док је путовао на нову мисују у Лондон, 1811. године.